# 蒙格拉斯
蒙格拉斯（法語：Montgras，法語發音：[mɔ̃ɡʁas]）是法国上加龙省的一个市镇，属于米雷区。

## 地理
蒙格拉斯（43°27'12"N, 1°3'23"E）面积3.99 平方千米，位于法国奧克西塔尼大區上加龙省，该省份为法国西南部内陆省份，西南端与西班牙接壤，自此顺时针与上比利牛斯省、热尔省、塔恩-加龙省、塔恩省、奥德省和阿列日省接壤。
与蒙格拉斯接壤的市镇（或旧市镇、城区）包括：博福尔、拉阿日、里约姆、萨博内尔、佩贝。

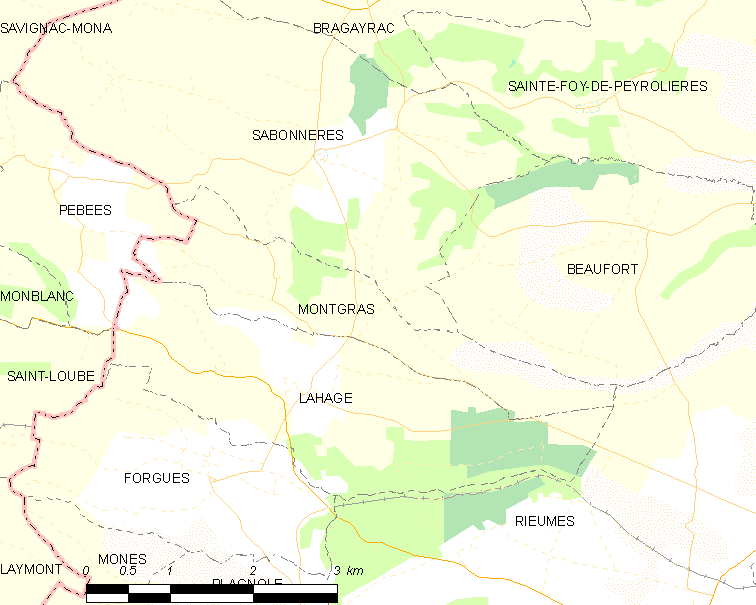
蒙格拉斯的OSM定位图

蒙格拉斯的时区为UTC+01:00、UTC+02:00（夏令时）。

## 行政
蒙格拉斯的邮政编码为31370，INSEE市镇编码为31382。

## 政治
蒙格拉斯所属的省级选区为卡泽尔县。

## 人口

1962-2008年间蒙格拉斯人口变化图示

蒙格拉斯于2022年1月1日时的人口数量为115人。